# Jules Philipot
Pour les articles homonymes, voir Philipot.
Jules Philipot, né le 24 janvier 1824 à Paris où il est mort le 17 mars 1897, est un pianiste, compositeur et pédagogue français.

## Biographie
Jules Philipot est le fils de Anne Césarine Philipot.
Premier prix de piano au conservatoire, dans la classe de Zimmerman, il devient ensuite élève de Bazin et de Carala.
Il enseigne le piano et compose.
Il meurt le 17 mars 1897. Il est inhumé le 20 mars.